# Papyrus 7Q5

Das Papyrusfragment 7Q5

7Q5 ist die Abkürzung für ein Papyrusfragment, das unter den Schriftrollen vom Toten Meer in der siebten von elf Höhlen bei Qumran gefunden wurde. Nach José O’Callaghan (1972) und ihm folgend Carsten Peter Thiede (1984ff) soll es sich um die anderthalb Verse Mk 6,52f  handeln. Diese Hypothese sollte eine Frühdatierung des Markusevangeliums und einen Kontakt der vermuteten Qumran-Essener zum Urchristentum begründen. Beides ist wissenschaftlich nicht anerkannt; die Identität des Fragments mit der Markusstelle gilt seit Stefan Enstes Monographie Kein Markustext in Qumran (2000) als widerlegt.

## Inhalt
Auf dem einseitig beschriebenen Papyrusfragment sind Reste von 5 Zeilen mit griechischen Buchstaben im so genannten Zierstil erhalten. Davon sind höchstens 10 Buchstaben sicher zu lesen (fett gedruckt), die übrigen sind zweifelhaft (dünn gedruckt) oder nicht identifizierbar (punktiert). Die Erstedition von 1962 nach R. P. Boismard las sie wie folgt:
].[

]. τωι α.[

]η  και τω[

  ]ννησ[

  ]θηεσ[
Um eine Identifizierung mit Mk 6,52f zu ermöglichen, müsste der Text etwa folgendermaßen rekonstruiert werden:
ου γαρ συνηκαν ]ε[πι τοις αρ

 τοις αλλ ην α]υ των η[ καρδια

πεπωρωμεν]η     και τι[απερασ

αντες ηλθον εις γε]ννησ[αρετ

     και προσωρμισ]θησα[ν

## Sprachliche Argumentation
Alle Versuche, das Fragment einem anderen bekannten griechischen Text zuzuordnen, sind bisher fehlgeschlagen. Die Identifikation mit Mk 6,52f beruht auf zwei Hauptargumenten:
- Der deutliche Abstand vor dem Wort και <kai> („und“) signalisiere einen Textabsatz, der zu dem üblichen Bild in frühen Markushandschriften passt. Denn bei Markus fangen sehr viele Sätze und auch Abschnitte mit diesem Wort an. Thiede bezeichnete diesen Abstand anfangs sogar als paragraphos, was eine Kapitelgliederung des Textes an dieser Stelle bedeutet hätte.
- Die Buchstabenkombination ννησ <nnes> in der vierten Zeile sei auffällig und könne auf das Wort Γεννησαρετ <Gennesaret> hindeuten, das im Neuen Testament nur dreimal vorkommt.

Dagegen sprechen eine Reihe von Argumenten:
- Einen Freiraum zwischen zwei Wörtern bezeichnet die Papyrologie als „Spatium“, nicht als Paragraphos: Das wäre ein waagerechter Strich zwischen den Zeilen am linken Rand des Textes. Ein Freiraum kann dazu kommen, muss aber nicht. Vergleichbar breite Freiräume zwischen Buchstaben kommen in Papyri teilweise sogar innerhalb einzelner Wörter vor (Papyrus Bodmer XXIV, Tafel 26), in Qumran beim 4Q122/4QLXXDtn. Auch andere griechische Qumranschriften zeigen einen Abstand vor und nach dem και, der in den allermeisten Fällen keine gliedernde Bedeutung hat.
- Das Fragment ist klein und so schlecht erhalten, dass eine zuverlässige Identifizierung der Buchstaben schwierig oder unmöglich ist. Bis heute ist das Fragment nicht restauriert, im rechten Bereich ist es verschoben, wahrscheinlich sogar gefaltet. Dieser Zustand wird bereits in der Erstedition des Fragmentes beschrieben: disloqué à droite (DJD III. S. 144). Eine Restaurierung könnte möglicherweise weitere Buchstaben sichtbar machen.
- Die vier Buchstaben ννησ kommen außer in Gennesaret auch in dem Wort εγεννησεν <egennēsen> („gebar, zeugte“) vor. Bereits in der Erstedition wurde diese Lesart konjiziert und vorgeschlagen, es handle sich bei dem Fragment um einen Ausschnitt aus einer Genealogie. Diese Möglichkeit wurde bisher nicht ausgeschlossen.
- Um das Fragment mit Mk 6,52f zu identifizieren, muss man annehmen, dass in der dritten Zeile das δ <d> durch ein τ <t> ersetzt wurde. Dass dies im palästinischen Umfeld denkbar war, wird jedoch bestritten (siehe Exkurs).
- Auch die Lesung des auf τ folgenden Buchstaben als ι ist umstritten. Schon die Erstedition hielt ein ω für wahrscheinlicher. Das unumstrittene ι in Zeile 3 und das wahrscheinliche ι in Zeile 2 zeigen einen senkrechten Abstrich, der nicht ganz bis zur gedachten „Grundlinie“ gezogen ist. Stattdessen wird am Fuß des ι ein kleiner diagonaler Strich gesetzt (von links unten zum Abstrich nach rechts oben). Diese ganz typische Ausprägung fehlt dem auf das τ folgenden Buchstaben in Zeile 4. Stattdessen weisen die dort erhaltenen Tintenspuren eine sehr große Übereinstimmung mit dem τω in Zeile 2 auf.
- Da die Zeilen einer Kolumne stets in etwa gleich lang sind (Stichometrie), müsste man davon ausgehen, dass nach τιαπερασαντες <tiaperasantes> (eigentlich διαπερασαντες <diaperasantes> „hinübergefahren“, Zeilen 3 und 4) die Worte επι την γην <epi tēn gēn> („an Land“) ausgelassen wurden. Diese Textvariante ist jedoch nirgends sonst belegt. Sollte ein späterer Textzuwachs an dieser Stelle erfolgt sein, so wäre eine Anpassung an den parallelen Matthäustext zu erwarten. Das ist aber nicht der Fall, stattdessen ist die Textform des Markusevangeliums an dieser Stelle deutlich schwieriger (lectio difficilior). Johann Maier resumierte den Befund der fehlenden Buchstaben wie folgt: Der Markustext passe nur in die letzten beiden Zeilen, wenn man eine kürzere Fassung davon annehme. Für deren Existenz gebe es in neutestamentlichen Handschriften keine Indizien.[1]
- Die Lesart des auf Omega folgenden Buchstabens in Zeile 2 als Ny wird ebenfalls bestritten, da er deutliche Abweichungen von dem Schreibmuster aufweist, wie es etwa in Zeile 4 deutlich zu erkennen ist. Die Behauptung, hier liege ein sogenanntes „rising type“ Ny vor, wie man es aus anderen Handschriften kenne, scheitert daran, dass das unstrittige Ny in Zeile 4 ohne Zweifel ein „falling type“ Ny ist. Die Befürworter der Identifizierung konnten keinen Text anführen, in dem die beiden verschiedenen Ny-Typen nebeneinander benutzt worden sind. Andere Forscher verfechten die Lesart als Iota + Alpha (so schon in der Erstedition). Die Befürworter der Lesart Ny machen Restspuren des fehlenden diagonalen Schrägstrich geltend. Diese lassen sich problemlos als Schattenwurf der unebenen Papyrusoberfläche erklären. Rechts vom senkrechten Strich in Zeile 2 (dem angeblichen linken senkrechten Strich des Ny) ist ein eindeutiger Neueinsatz des Schreibers zu erkennen. Nichts spricht dagegen, hier den Anfang eines Alpha zu rekonstruieren.

## Exkurs zur angeblichen Vertauschung von δ <d> und τ <t>
In Zeile 3 des Fragmentes ist unbestritten ein Tau zu erkennen. Die Rekonstruktion des Markustextes setzt an dieser Stelle eigentlich ein Delta voraus, da im Text das Wort διαπερασαντες <diaperasantes> folgen müsste. Die Vertreter der neutestamentlichen Identifizierung behaupten an dieser Stelle, man könne stattdessen τιαπερασαντες <tiaperasantes> rekonstruieren und behaupten hier eine für Palästina übliche Verwechslung der Laute Delta und Tau (C. P. Thiede und F. Rohrhirsch sprechen sogar von Lautverschiebung; im Zusammenhang mit den beobachteten Vertauschungen passt die Bezeichnung jedoch nicht, weil ein systematischer und dauerhafter Wandel der Sprache nicht vorliegt).
(1) Schon J. O’Callaghan führte einige Belege aus ägyptischen Papyri an, in denen in verschiedenen Wörtern tatsächlich die Laute Delta und Tau verwechselt worden sind. C. P. Thiede hat dieser Liste einige weitere ägyptische Belege hinzugefügt.
Der argumentative Wert der ägyptischen Belege für den Fall des Papyrus 7Q5 wird bestritten, weil sie aus einem anderen Sprachraum stammen als dem, der für die Entstehung von 7Q5 angenommen werden muss.
Die Lautvertauschungen in griechischen Papyri aus Ägypten hängen mit der koptischen Muttersprache der Schreiber zusammen. Die verschiedenen Dialekte des Koptischen kennen keine Unterscheidung von harten und weichen Dentalen (vergleichbar mit einigen deutschen Dialekten, die ebenfalls keinen hörbaren Unterschied zwischen „Dusche“ und „Tusche“ kennen – z. B. das Sächsische). Diese muttersprachliche Eigenheit überträgt sich in die Schreibung des Griechischen. Dabei fällt auf, dass einer der angeführten Belege von einem Schreiber sehr niedrigen Bildungsstandes kommt (der Name ist im Papyrus Amh. 111 aus dem Jahr 132 n. Chr. überliefert: Pakusis). Dieser Pakusis schreibt in einem kurzen Text von 15 Wörtern 10 Fehler. Für den Berufsschreiber, der im gleichen Papyrus den zu beurkundenden Vorgang bestätigt, notiert der Herausgeber des Papyrus nur 2 Abweichungen auf ca. 200 Wörter.
Der Koptologe Francis Thomas Gignac führt daher solche Lautvertauschungen in ägyptischen Papyri auf „bilingual interferences“ zwischen der koptischen Muttersprache und der griechischen Schriftsprache zurück.
Anders als in Ägypten lässt sich dieses Phänomen jedoch in sämtlichen bisher veröffentlichten Papyri aus dem Raum Israel/Palästina nicht ein einziges Mal belegen. Dazu ist noch zu beachten, dass im Wort „diaperasantes“ das Wort „dia“ anklingt, eines der häufigsten Wörter der griechischen Sprache. Eine Verschreibung bei diesem besonders häufigen und geläufigen Wort ist in besonderem Maße unwahrscheinlich.
(2) Weiterhin wird ein epigraphischer Beleg behauptet, die Warninschrift vom Herodianischen Tempel, in der das Wort dryphakton (Schranke) tryphakton geschrieben wurde.
Dieser Beleg für eine angeblich lokalspezifische Aussprache trägt nicht. Auf griechischen Inschriften aus dem gesamten Mittelmeerraum ist sowohl die Schreibung dryphakton als auch die Schreibung tryphakton belegt (tryphakton neben Jerusalem auch aus Delos, Oropos, Mylasa, Kyrene). Eine derart verbreitete Schreibung kann aber unmöglich als lokalspezifisch bezeichnet werden. Stattdessen ist es in der Altphilologie unumstritten, dass es im gesamten griechischen Sprachraum zwei mögliche und auch richtige Schreibungen des Wortes für „Schranke“ gab, sowohl dryphakton als auch tryphakton. Eine allgemein akzeptierte Erklärung für dieses Phänomen ist bisher noch nicht gefunden worden, das Phänomen selbst ist aber unbestritten.
Fazit: Es gibt keinen papyrologischen und erst recht keinen epigraphischen Hinweis auf eine sprachliche Besonderheit im Raum Jerusalem, die die Verwechslung der Laute Delta und Tau erklären könnte.

## Historische Voraussetzungen

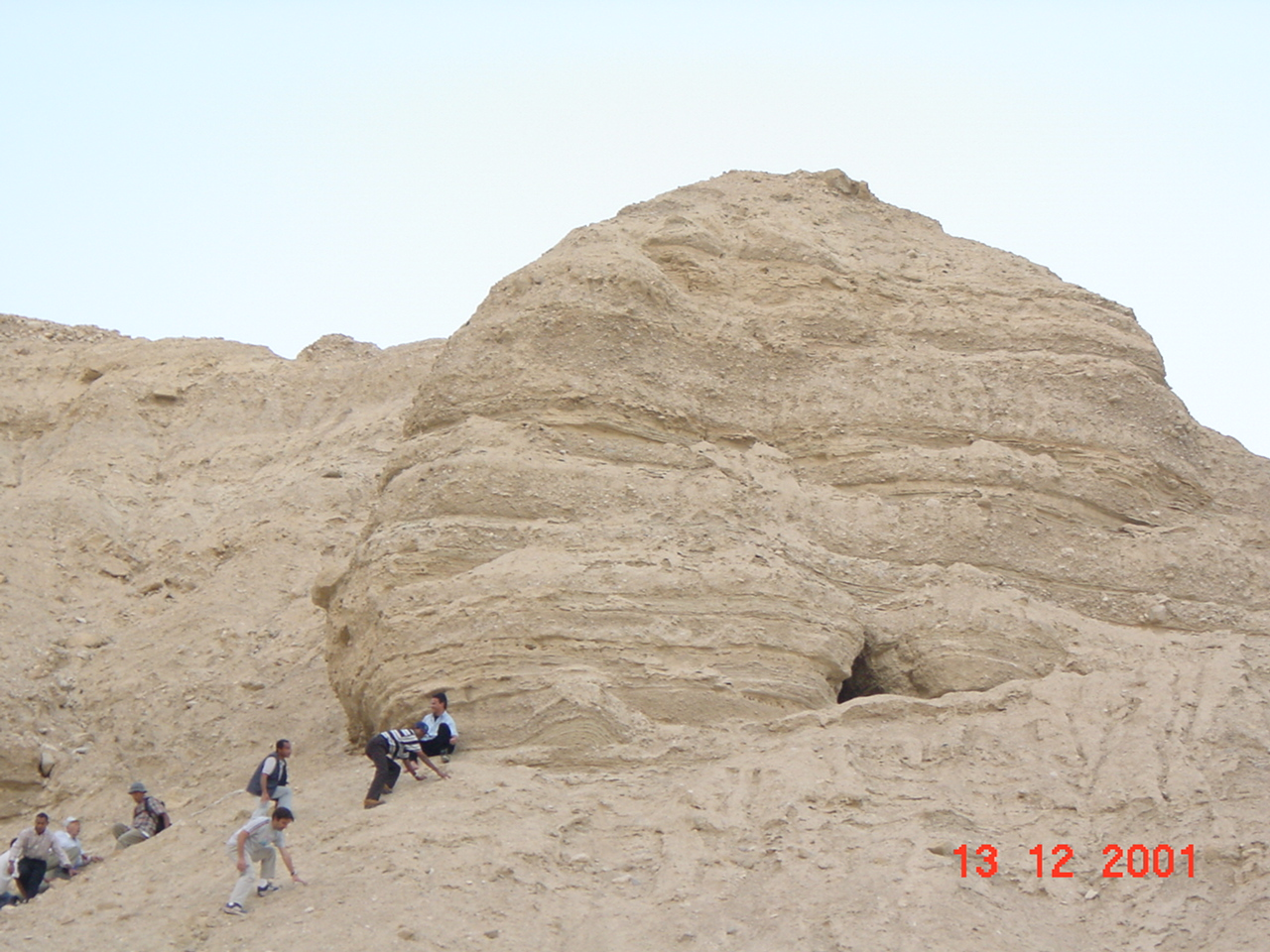
7. Höhle, Waddy Qumran, Totes Meer

### Bekanntheit der Qumranleute mit den Urchristen
Die These, dass dieses Fragment aus dem Markusevangelium stammt und Mk 6,52f zitiert, vertrat zuerst José O’Callaghan in seinem Aufsatz ¿Papiros neotestamentarios en la cueva 7 de Qumrân? (1972). Er fand damit keine Anerkennung und die These wurde bald vergessen. Carsten Peter Thiede griff sie 1984 in seinem Aufsatz 7Q – Eine Rückkehr zu den neutestamentlichen Papyrusfragmenten in der siebten Höhle von Qumran wieder auf und vertrat sie bis zu seinem Tod 2004. Dies führte zu einer engagierten Debatte, vorwiegend unter Neutestamentlern.
Die These setzt voraus, dass die vermutete Gemeinschaft von Qumran, die bis 68 n. Chr. bestand, zu frühen Christen Kontakte oder zumindest Interesse an ihren Schriften hatte, so dass sie das Markusevangelium zusammen mit eigenen Schriften in einer ihrer Höhlen deponierte.
Dagegen wurde eingewandt, dass die Gemeinschaft von Qumran, falls es Essener waren, eine besonders gesetzestreue Gruppe gewesen wären, die sich von anderen jüdischen Sekten abgesondert hätten. Das Markusevangelium, hier besonders das der Stelle Mk 6,52f folgende Kapitel Mk 7, wiederum zeigt die Abgrenzung palästinischer Urchristen vom Pharisäismus, so dass die Bewahrung gerade dieser Schrift durch gesetzestreue Juden unwahrscheinlich ist.

### Datierung vor 68 n. Chr.
Unter der Annahme, dass die Bewohner Qumrans auch die Schriftrollen in den nahe gelegenen Höhlen besaßen, hätten sie sie spätestens im Jahr 68 n. Chr. dort deponieren müssen, weil ihre Siedlung beim Angriff der Römer in jenem Jahr zerstört wurde. Daraus ließe sich eine Abfassung des Evangeliums vor 68 folgern. Aber auch wenn die Bewohner Qumrans nicht diejenigen waren, die die Schriften in den Höhlen ablegten, so sind alle Fragmente aus den Höhlen, die mit der C-14-Methode untersucht wurden, auf vor 70 n. Chr. datiert worden. Diese Altersbestimmungsmethode war jedoch auf die oft nur Millimeter großen Bruchstücke aus Höhle 7 nicht anwendbar.
Wäre 7Q5 ein Markustext, wäre dies das älteste bekannte Fragment eines neutestamentlichen Textes, einige Jahrzehnte älter als der Papyrus P52. Dies würde sowohl eine frühere Entstehung der von Markus abhängigen Synoptiker als auch eine engere Bekanntschaft der Essener mit den Schriften der Urchristen nahelegen.
Die Debatte um die Datierung wurde in theologische Frontkämpfe hineingezogen, so dass Thiedes These vielfach kaum unbefangen erörtert wurde. Daniel P. Wallace zufolge übernahmen konservative Theologen die These oft unkritisch, während viele liberale und historisch-kritische Theologen sie ebenso ungeprüft ablehnten. Dabei wurde die historische Glaubwürdigkeit aller Evangelien oft von der Frühdatierung des ältesten Evangeliums abhängig gemacht, nachdem sich die altkirchlichen Postulate, die Evangelisten seien Apostel oder deren Mitarbeiter gewesen, nicht mehr halten ließen.
Die große Mehrheit der Forscher nimmt an, dass das Markusevangelium nach der Zerstörung des Jerusalemer Tempels (70 n. Chr.) verfasst wurde, da sie glauben, einige Markusstellen würden deutlich darauf anspielen. Gleichwohl gehen auch diese Forscher oft von älteren, zwischen 40 und 70 schriftlichen Quellen oder Vorformen aus, die der Verfasser oder Endredaktor kannte und in sein Evangelium integrierte.
Klaus Berger gab 1998 zu bedenken, dass das Fragment selbst im Falle seiner Identität mit dem Markustext nichts beweisen würde: Denn es lasse sich keinesfalls ausschließen, dass palästinische Juden oder Christen auch nach 70 noch Schriften in Höhlen bei Qumran deponierten. Dies zeigten die Schriftfunde in anderen Höhlen bei Wadi Murabba'at, die auf etwa 135 n. Chr. datiert werden. Auch dass Höhle 7 nur griechische Fragmente enthielt, sei ein Indiz, dass sie isoliert für später entstandene Schriften benutzt wurde. Auch wenn einige davon vor 70 dort hingelangten, würde dies die bisherige Evangeliendatierung nicht verändern, da man schon lange von älteren schriftlichen Quellen des Markus ausgehe, zu denen Mk 6,52f gehört haben könne. Da man den Tod des Simon Petrus und Paulus von Tarsus ebenfalls auf einige Jahre vor 70 n. Chr. datiere, könnten urchristliche Schriften bald darauf in Umlauf gelangt sein. Diese Erwägungen seien jedoch müssig, da die Textbasis von 7Q5 auf jeden Fall zu schmal für solche Annahmen sei.